# Elias Camsek Chin

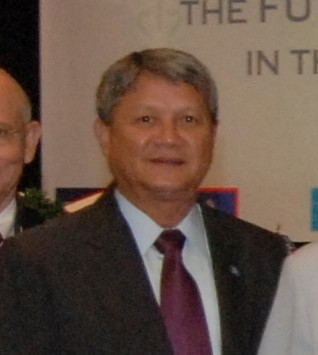
Elias Camsek Chin (2008)

Elias Camsek Chin (* 10. Oktober 1949 auf Peleliu) ist ein palauischer Politiker.

## Leben
Chin, in seiner Kindheit wegen seiner Begeisterung für die amerikanischen Cowboys selbst „Cowboy“ genannt, besuchte die Farrington High School in Honolulu auf Hawaii, später studierte er an der University of Hawaiʻi. Auf dem Electronic Institute of Hawaii schloss er mit Erfolg sein Studium ab.
Auf der University of Hawaii lernte Chin Miriam Rudimch kennen, die er am 21. Mai 1977 heiratete. Sie haben zwei Kinder, Lalii Antolina, eine Rechtsanwältin und Nathan Lee Beches, der an der University of Hawaii Medizin studiert.

## Armeelaufbahn und politische Karriere
Chin trat der US-Armee bei, wo er für 20 Jahre als Kampfflieger fungieren sollte. Er besuchte in dieser Zeit mehrere Armeeschulen, die er ebenfalls erfolgreich abschloss. Erst 1997 trat der bis dato vielfach geehrte Chin aus der Armee aus.
Nun wurde er unter Präsident Kuniwo Nakamura Justizminister, was das Olbiil Era Kelulau, das palauische Parlament, einstimmig akzeptierte. Chin hatte dieses Amt bis 2000 inne. Von 2005 bis 2009 war er nach seinem Wahlsieg über Sandra Pierantozzi Vizepräsident seines Landes. 2008 trat Chin gegen Johnson Toribiong zur Präsidentschaftswahl an, gegen den er in einer Stichwahl Anfang November desselben Jahres verlor. Toribiong erhielt 51 % der Stimmen.
| Personendaten    | Personendaten         |
| ---------------- | --------------------- |
| NAME             | Chin, Elias Camsek    |
| KURZBESCHREIBUNG | palauischer Politiker |
| GEBURTSDATUM     | 10. Oktober 1949      |
| GEBURTSORT       | Peleliu               |